# قصر الخويري
قصر الخويري هو حصن تاريخي يقع في بلدة نزوى بمحافظة وادي الدواسر، جنوب الرياض، المملكة العربية السعودية. يُعتبر من أبرز المعالم التاريخية في المنطقة ويتميز ببنائه الطيني المتين المقاوم للعوامل البيئية.

## التسمية
سُمي قصر الخويري بهذا الاسم نسبةً إلى قبيلة الخوران من الدواسر، الذين يقطنون في المنطقة المحيطة به.

## التاريخ
تضاربت الآراء حول تاريخ بناء الحصن، إلا أنه يُرجح أن يعود إلى ما قبل القرن التاسع الهجري. كان القصر يُستخدم مقرًا لقيادة الحامية العسكرية في المنطقة، وكان يلعب دورًا دفاعيًا مهمًا لحماية البلدة والمناطق المحيطة بها.

## الوصف المعماري
بُني هذا القصر من الطين الرمادي دون استخدام اللبن، مما منحه قوة ومتانة كبيرة. يبلغ عرض جدرانه حوالي مترين، ويصل ارتفاع الأجزاء المتبقية منها إلى ستة أمتار، مما يجعله حصنًا منيعًا.
- الموقع: يقع شمال شرق جامع نزوى بمسافة تقارب 200 متر.
- البناء: مشيد من طين جيد التخمير ومرصوص بشكل دائري ومتماسك، ما يجعله متينًا ومقاومًا للعوامل البيئية.
- الارتفاع: يبلغ ارتفاع الجدران المتبقية حوالي 6 أمتار، وعرض الجدران نحو مترين.
- الميزات: يحتوي على درج داخلي حلزوني وبئر في وسطه.
- الطراز: يعكس الطراز المعماري التقليدي للمباني الدفاعية في المنطقة، مع استخدام مواد محلية وتقنيات بناء متوارثة.

## السياحة
تُعتبر محافظة وادي الدواسر ملتقى للحضارات والثقافات، حيث تضم العديد من المواقع التاريخية والأثرية، مثل:
- قصر الحصين
- قصر بهجة
- قصر سلام
- قصر أبو طوق

يقع القصر في موقع يسهل الوصول إليه، ويجذب الزوار المهتمين بالتاريخ والتراث المحلي، وخاصة الباحثين عن الهندسة التقليدية للحصون السعودية القديمة.

## الحفظ والترميم
تعمل الجهات المختصة في السعودية على دراسة وترميم القلاع التاريخية في وادي الدواسر، بما في ذلك قصر الخويري، للحفاظ عليه من التدهور البيئي والزمني.
تشمل جهود الترميم توثيق البنية القديمة، تقوية الجدران المتبقية، ووضع لوحات إرشادية للزوار لزيادة الوعي التاريخي.

## الأهمية الثقافية
يُعد قصر الخويري جزءًا من التراث المعماري العسكري في السعودية، ويعكس أساليب البناء التقليدية والتاريخ الاجتماعي للمنطقة، ويعتبر شاهدًا على تاريخ الدفاع عن المدن والقرى في العصور القديمة.

## روابط خارجية
- ويكيبيديا - محافظة وادي الدواسر
- جريدة الجزيرة - قصر الخويري
- صحيفة المدينة - وادي الدواسر